# Aeronave parasita
Aeronave parasita é um termo usado na aviação para designar uma aeronave, pilotada ou não pilotada, que é acoplada a uma aeronave com fuselagem maior que o seu parasita. Este tipo de aeronave é usada para ajudar ou proteger a aeronave mãe, ou simplesmente para fins de pesquisa aeronáutica.

## História

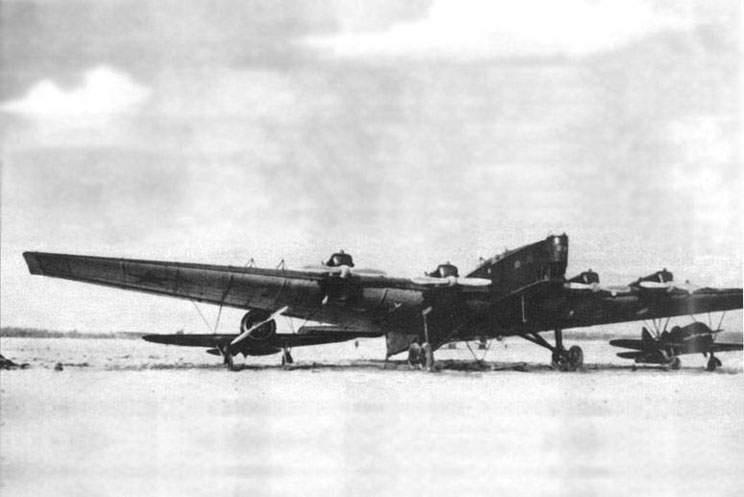
Dois caças Polikarpov I-5, "parasitas" sob as asas de um Tupolev TB-3.

A primeira aeronave parasita voou em 1916, quando os britânicos lançaram um Bristol Scout de um hidravião Felixstowe. Com o passar do tempo, a ideia desenvolveu-se em experimentar acoplar caças parasitas a um bombardeiro, para que estes o pudessem proteger, dada ao ponto alcance de voo que um caça tem em comparação com um bombardeiro. À medida que os caças vieram a ganhar cada vez mais alcance, o seu uso veio a decair.
Este conceito veio a ser usado ao longo da história da aviação principalmente em situações experimentais, nomeadamente quando aeronaves experimentais necessitam ser testadas numa altitude elevada. Levar esta aeronave até à altitude necessária para iniciar o teste é uma forma de poupar combustível, ao mesmo tempo que a aeronave experimental, não tendo combustível, fica mais leve e mais rápida, ou seja, em melhores condições para ser inicialmente testada.